# Mis-Teeq
Le Mis-Teeq erano una girlband britannica di genere R&B, attivo nella prima metà degli anni 2000. Nate come quartetto, il gruppo in seguito divenne un trio, formato da Alesha Dixon, Su-Elise Nash e Sabrina Washington. Le tre ragazze hanno inciso tre album insieme e pubblicato nove singoli. Soprattutto grazie al brano Scandalous, le Mis-Teeq ottengono una certa popolarità in Europa ed Australia.

## Storia del gruppo
Il gruppo si formò per volere della produttrice musicale Louise Porter, che iniziò a lavorare con Alesha Dixon e Sabrina Washington su alcune produzioni. Dopo 2 anni di lavoro, in cui le future cantanti non erano comunque parte di una vera e propria casa discografica e continuavano a svolgere altri lavori, entra nel gruppo anche Tina Barrett, che tuttavia vi resta dentro solo pochi mesi. In seguito alla sua dipartita, Zena McNally e Su-Elise Nash vengono coinvolte nel progetto.
Una volta formato un gruppo composto da 4 componenti, le Mis-Teeq firmano un contratto con la Telstar Records ed iniziano a pubblicare del materiale, pubblicando il loro primo singolo Why nel 2001. Il brano diventa una top 10 hit in UK grazie ad un remix garage. Nonostante questo successo, Zena McNailly lascia il gruppo per entrare in un'altra band; il rimanente trio pubblica comunque il singolo All I Want, che raggiunge addirittura la numero 2 in UK. Le ragazze pubblicano l'album Licking On Both Sides, ottenendo un buon successo in UK.
Nel 2003, il gruppo pubblica il singolo Scandalous, raggiungendo un notevole successo platenario. Segue l'album Eye Candy, da cui vengono estratti altri due singoli: con questi brani il successo ritorna a livello nazionale, mentre l'album ottiene risultati commercialmente poveri anche in UK. Segue, ciononostante, il primo tour statunitense nel gruppo, in contemporanea al quale la band pubblica nel solo mercato americano una raccolta di brani tratti dai suoi due album. Nel 2005 il gruppo pubblica Mis-Teeq: The Greatest Hits, per poi sciogliersi immediatamente dopo.

## Formazione
- Alesha Dixon (7 ottobre 1978) (1999 - 2005)
- Su-Elise Nash (22 maggio 1981) (1999 - 2005)
- Sabrina Washington (27 ottobre 1978) (1999 - 2005)

### Ex componenti
- Zena McNally (8 marzo 1979) (2000 - 2001)
- Tina Barrett (16 settembre 1976)[7] (1999)

## Discografia

### Album
- 2001 - Lickin' on Both Sides
- 2003 - Eye Candy
- 2004 - Mis-Teeq
- 2005 - Mis-Teeq: Greatest Hits

### Singoli
- 2000 - Why?
- 2001 - All I Want
- 2001 - One Night Stand
- 2002 - B with Me
- 2002 - Roll On/This Is How We Do It
- 2003 - Scandalous
- 2003 - Can't Get It Back
- 2003 - Style
- 2005 - Shoo Shoo Baby